# Jeremiah Bitsui
Jeremiah Bitsui (Chinle, 25 settembre 1980) è un attore statunitense.
È conosciuto per aver interpretato il ruolo di Victor in 26 episodi delle serie televisive di successo Breaking Bad e Better Call Saul della AMC.
Nel 2014 ha ricevuto una nomination come miglior attore protagonista all'American Indian Movie Award per la sua recitazione nei panni di Luther SickBoy Maryboy in Drunktown's Finest, mentre nello stesso anno, per la medesima interpretazione e la stessa categoria, al Nashville Film Festival ha vinto.

## Biografia
Bitsui ha discendenze Navajo e Omaha, e attualmente vive a Los Angeles, California. È il co-fondatore di Youth Impacting Youth, un programma che porta degli studenti universitari a fare tutoraggio a dei giovani che hanno subito violenza domestica. Ha iniziato la sua carriera all'età di cinque anni come Topolino nel film giapponese La casa di Topolino. Successivamente è apparso nella pellicola del 1994 Assassini nati - Natural Born Killers, e dopo piccoli ruoli rispettivamente nella mini-serie Into the West (prodotta da Steven Spielberg e DreamWorks) e la serie Wildfire, nel 2005 ha fatto parte del cast di un cortometraggio facente parte della selezione del Sundance Film Festival: A Thousand Roads. Nel 2006 viene diretto da Clint Eastwood nel film Flags of Our Fathers e poi, nel 2009 è coinvolto nelle riprese del film Brothers, con Tobey Maguire e Natalie Portman. Sempre nel 2009 avviene la svolta, assumendo le parti del sicario e tuttofare Victor nel pluripremiato telefilm di culto Breaking Bad, poi ripreso nel 2017 nello spin-off e prequel Better Call Saul, poiché gli ha attribuito una certa notorietà. Nel 2014 consegue le sue prime nomination come miglior attore a due diverse manifestazioni cinematografiche, l'American Indian Movie Award e il Nashville Film Festival, vincendo tale premio in quest'ultimo, grazie alla sua performance in Drunktown's Finest nei panni di Luther Sickboy Maryboy, un giovane padre che tenta di prendersi cura di suo figlio. Inoltre, figura in una puntata di CSI: Miami ed è anche noto per aver prestato la voce al personaggio di Aquila che Vola nel videogioco Red Dead Redemption II. Nel 2022 ottiene un ruolo rilevante in Dark Winds.

## Filmografia

### Attore

#### Cinema
- Assassini nati - Natural Born Killers (Natural Born Killers), regia di Oliver Stone (1994)
- Lords of Dogtown, regia di Catherine Hardwicke (non accreditato) (2005)
- Flags of Our Fathers, regia di Clint Eastwood (2006)
- High Society: A Pot Boiler, regia di Kristian Davies (2009)
- Brothers, regia di Jim Sheridan (2009)
- The Dry Land, regia di Ryan Piers Williams (2010)
- The Reunion, regia di Michael Pavone (2011)
- Blaze You Out, regia di Mateo Frazier e Diego Joaquin Lopez (2013)
- After the Fall, regia di Saar Klein (2014)
- Drunktown's Finest, regia di Sydney Freeland (2014)
- The Pizza Tip (2021)
- Tow, regia di Vanessa Alexander (2022)
- Frybread Face and Me, regia di Billy Luther (2022)

#### Cortometraggi
- A Thousands Roads, regia di Chris Eyre (2005)
- Red Clay, regia di Mark F. Ennis (2013)
- A Man Named Paul, regia di Jordee Arvin Wester (2014)
- The Lost Pueblo, regia di Tomas Sanchez (2016)

#### Televisione
- Into the West, regia di Jeremy Podeswa – miniserie TV, puntata 6 (2005)
- Wildfire – serie TV, episodio 1x07 (2005)
- In Plain Sight - Protezione testimoni (In Plain Sight) – serie TV, episodi 1x01-4x04 (2008-2011)
- Breaking Bad – serie TV, 8 episodi (2009-2011)
- CSI: Miami – serie TV, episodio 10x05 (2011)
- The Night Shift – serie TV, episodi 1x07-1x08 (2014)
- Longmire – serie TV, episodio 3x08 (2014)
- The Life – serie TV, episodio 1x01 (2015)
- Better Call Saul – serie TV, 17 episodi (2017-2022)
- Bosch – serie TV, episodi 5x05-5x06-6x03 (2019-2020)
- Yellowstone – serie TV, episodio 1x01 (2018)
- Dark Winds – serie TV, 6 episodi (2022)
- Chicago P.D. – serie TV, episodio 12x07 (2024)

#### Videoclip
- Bang Bang Bang di A Girl I Know, regia di Carolina Hoyos (2014)

#### Programmi televisivi
- The After After Party with Steven Michael Quezada (3x58), regia di Gene Ornelas (2010)
- The Colt Balok Show (2018)
- Don't Sweat the Small Stuff (1x05-2x04) (2019)

#### Documentari
- Dreamcatcher Bios (1x03), registi vari (2018)

### Produttore
- Angel's Nest, regia di Otis Mannick (cortometraggio - 2007)
- Don't Sweat the Small Stuff (talk show - 1x02) (2019)

### Direttore del casting
- The Dry Land, regia di Ryan Piers Williams (2010)

### Doppiatore
- Red Dead Redemption II – videogioco (2018)

## Riconoscimenti
- American Indian Movie Award
  - 2014 – Candidatura come miglior attore protagonista per Drunktown's Finest

- Nashville Film Festival
  - 2014 – Miglior attore protagonista per Drunktown's Finest